# Julio Orozco
Julio Orozco Martín, soprannominato Julito, (Yuncler, 14 maggio 1948) è un ex calciatore spagnolo.
In attività giocava nel ruolo di attaccante. Ha giocato per tutta la sua carriera esclusivamente con le maglie dell'Atlético Madrid e del Malaga. Il 24 gennaio 1971, in occasione della sconfitta esterna contro il Celta Vigo, Orozco mise a segno il gol numero 2000 dell'Atlético Madrid nella Liga.

## Palmarès

### Club
- Campionato spagnolo: 1

Atlético Madrid: 1972-1973
- Coppa di Spagna: 1

Atlético Madrid: 1971-1972